# حسین البرغوثی
حسین البرغوثی ([حسين جميل برغوثي] Error: {{Lang-xx}}: متن دارای نشانه‌گذاری ایتالیک است (راهنما))؛ (زاده: ۵ می ۱۹۵۴ – درگذشته: ۱ می ۲۰۰۲) شاعر و اندیشمند فلسطینی که سردبیر مجله شعرا بود که تا زمان درگذشت به دلیل بیماری سرطان در سال ۲۰۰۲ در این مسئولیت‌ها مشغول بکار بود.

## زندگی‌نامه
حسین جمیل در سال ۱۹۵۴ در روستای کویر در شمال غرب رام‌الله زاده شد؛ و علوم سیاسی و اقتصاد بین‌المللی را در دانشگاه علوم اقتصاد بوداپست در مجارستان فرا گرفت. در سال ۱۹۸۳ لیسانس ادبیات انگلیسی را در دانشگاه بیرزیت کسب کرد و به مدت یکسال نیز به عنوان دستیار استاد دانشگاه در همین دانشگاه مشغول بکار شد و بدنبال آن در سال‌های ۱۹۸۵ تا ۱۹۹۲ موفق به کسب فوق لیسانس و دکترای ادبیات در دانشگاه واشینگتن در شهر سیاتل آمریکا شد.
وی تا سال ۱۹۹۷ به عنوان استاد فلسفه و بررسی‌های فرهنگی دردانشگاه بیرزیت کار می‌کرد و سپس به عنوان استاد در زمینه نقادی ادبی و تئاتر تا سال ۲۰۰۰ در دانشگاه قدس مشغول بکار شد، در همین زمان نیز عضو مؤسسه خانه شعر فلسطین و عضو هیئت اداریی اتحادیه نویسندگان فلسطین و سردبیر مجله اوگاریت و همچنین سردبیر مجله شعرا بود که تا زمان درگذشت به دلیل بیماری سرطان در سال ۲۰۰۲ در این مسئولیت‌ها مشغول بکار بود.

## آثار
از وی بیش از ۱۶ اثر در زمینه شعر، روایت، نقد ادبی و فرهنگ سنتی بعلاوه ده‌ها اثر دیگر در مورد بررسی‌های فکری و نقادی به زبانهای مختلف در کتاب‌ها و مجلات و روزنامه منتشر شده‌است که می‌توان به نور آبی، سقوط دیوار هفتم و… اشاره نمود. البرغوثی علاوه بر این سناریوی چهار فیلم سینمایی و حدود ۷ تئاتر را برای گروه‌های محلی و بین‌المللی تهیه کرد که اضافه بر ترانه‌هایی بود که برای گروه‌های مختلف موسیقی تهیه کرده بود.

## برگزیده‌هایی از نویسنده
- دقت حقیقت نیست و من می‌گویم: از من دقت نخواهید و زمان را یادآور نشوید…
- نمی‌خواهم بگویم یکی از دلایل این جنگ وحشی کلمات بوده‌است… هر طائفه ای اسمی یا لقبی دارد و هر طائفه ای از لقبی که به آن داده می‌شود اکراه دارد… زبان جادوی سیاه است…
- من انسان ساده ای هستم که درک و فهم خودش را زشت و بد می‌داند و به همین دلیل همیشه درحاشیه بوده‌ام… حاشیه کلام و زندگی.[۷]